# Памятник погибшим шахтёрам (Кривой Рог)
Памятник погибшим шахтёрам — памятник истории в Покровском районе города Кривой Рог.

## История
1 мая 1934 года, во время проведения экспериментальных работ на шахте «Профинтерн» (ныне территория рудника «Сухая Балка»), произошла авария в которой погибло 6 шахтёров-новаторов горного дела:
- Шильман Ефим Натанович (1901—1934) — главный инженер треста «Руда»;
- Мошиченко Ефрем Семёнович (1829—1934) — инженер-изобретатель, главный инженер рудника;
- Деджувани Николай Константинович (1892—1934) — заведующий шахтой «Профинтерн»;
- Доровский Андрей Алексеевич (1897—1934) — заведующий участком;
- Айдинян Габриель Христофорович (1895—1934) — заместитель главного инженера треста «Руда»;
- Ляпшей Иван Фёдорович (1908—1934) — помощник заведующего шахтой.

1 мая 1936 года, согласно решению Криворожского горсовета об увековечении памяти жертв трагедии на шахте «Профинтерн», на Украинской площади (ныне Площадь Освобождения) был установлен памятник погибшим.
В годы немецкой оккупации Кривого Рога был единственным памятником, который немцы не разрушили. Во время освобождения города памятник был повреждён и в конце 1940-х годов перевезён на современное место в связи с реконструкцией площади.
В 1979 году памятник реконструирован. Архитектор Олег Алексеевич Савельев, инженер — Александр Ефремович Мошиченко.
3 февраля 1981 года, решением Днепропетровского облисполкома № 618, памятник взят на государственный учёт под охранным номером 2137.

## Характеристика
Находится в Покровском районе по Конституционной улице, возле административного здания АО «Сухая Балка».
Представляет собой 6-гранную гранитную колонну окрашенную в розовый цвет, диаметром 1,1 м и высотой 4,7 м. В верхней части размещены чёрно-белые фотографии погибших шахтёров. Между мемориальными плитами и колонной лежит круглая плита серого гранита, диаметром меньше обелиска. Постамент сложной формы.
Авторы проекта — сотрудники Днепропетровской художественной мастерской.